# Langesø
Langesø är en sjö i Ivittuut på Grönland.